# Superstock 1000 FIM Cup 2016
Superstock 1000 FIM Cup 2016 è la diciottesima edizione della Superstock 1000 FIM Cup.
Il campionato piloti è stato vinto da Raffaele De Rosa sulla BMW S1000RR del team Althea BMW Racing Team. Suo principale rivale per tutta la stagione è stato l'argentino Leandro Mercado con la Ducati Panigale R del Team Aruba.it Racing - Ducati Junior Team giunto a sole quattro lunghezze dall'italiano e con più vittorie nei singoli Gran Premi.
Vittoria per la Ducati nella classifica costruttori, che sopravanza di soli 4 punti la più vicina delle concorrenti ossia la tedesca BMW. Per la casa di Borgo Panigale si tratta del quarto successo in questa graduatoria che, unito ai cinque titoli piloti, ne fa la casa costruttrice più vincente della Superstock 1000 FIM Cup.

## Piloti partecipanti
fonte
Tutte le motociclette in competizione sono equipaggiate con pneumatici forniti dalla Pirelli.
| Nº  | Pilota                | Squadra                         | Motocicletta       |
| --- | --------------------- | ------------------------------- | ------------------ |
| 2   | Roberto Tamburini     | Nuova M2 Racing                 | Aprilia RSV4 RF    |
| 3   | Sébastien Suchet      | Berclaz Racing by MotoXracing   | Yamaha YZF-R1      |
| 4   | Danny De Boer         | SWPN                            | Yamaha YZF-R1      |
| 4   | Danny De Boer         | Pata Yamaha                     | Yamaha YZF-R1      |
| 5   | Marco Faccani         | Triple M Racing                 | Ducati Panigale R  |
| 6   | Alessandro Simoneschi | BWG Racing                      | Kawasaki ZX-10R    |
| 7   | Maximilian Scheib     | Targo Bank EasyRace SBK Team    | BMW S1000 RR       |
| 8   | Alessandro Nocco      | Pedercini Racing Kawasaki       | Kawasaki ZX-10R    |
| 8   | Alessandro Nocco      | Nuova M2 Racing                 | Aprilia RSV4 RF    |
| 9   | Toni Finsterbusch     | BCC-Racing                      | Yamaha YZF-R1      |
| 9   | Toni Finsterbusch     | BCC-Racing                      | Kawasaki ZX-10R    |
| 11  | Jérémy Guarnoni       | Pedercini Racing Kawasaki       | Kawasaki ZX-10R    |
| 12  | Michael Ruben Rinaldi | Aruba.it Racing – Junior Team   | Ducati Panigale R  |
| 13  | Federico Sanchioni    | Punto Moto Corse by Clasitaly   | Kawasaki ZX-10R    |
| 14  | Michael Mazzina       | Pata Yamaha Official Stock Team | Yamaha YZF-R1      |
| 15  | Federico Sandi        | Berclaz Racing by MotoXracing   | Yamaha YZF-R1      |
| 16  | Gregg Black           | MTM / HS Kawasaki               | Kawasaki ZX-10R    |
| 18  | Lucas de Ulacia       | Kawasaki Palmeto PL Racing      | Kawasaki ZX-10R    |
| 19  | Julian Puffe          | Agro On–Benjan–Kawasaki         | Kawasaki ZX-10R    |
| 21  | Florian Marino        | Pata Yamaha Official Stock Team | Yamaha YZF-R1      |
| 23  | Christophe Ponsson    | Pedercini Racing Kawasaki       | Kawasaki ZX-10R    |
| 24  | Jack Kennedy          | Agro On–Benjan–Kawasaki         | Kawasaki ZX-10R    |
| 25  | Jesper Hubner         | Kawasaki Racing Team Sweden     | Kawasaki ZX-10R    |
| 26  | Marco Sbaiz           | Berclaz Racing by MotoXracing   | Yamaha YZF-R1      |
| 26  | Marco Sbaiz           | BWG Racing                      | Kawasaki ZX-10R    |
| 31  | Matteo Ferrari        | DMR Racing Team                 | BMW S1000 RR       |
| 32  | Marc Moser            | Triple M Racing                 | Ducati Panigale R  |
| 34  | Tomas Toffel          | Motos Vionnet                   | BMW S1000 RR       |
| 35  | Raffaele De Rosa      | Althea BMW Racing Team          | BMW S1000 RR       |
| 36  | Leandro Mercado       | Aruba.it Racing – Junior Team   | Ducati Panigale R  |
| 39  | Randy Pagaud          | Team OGP                        | Yamaha YZF-R1      |
| 39  | Jesper Hubner         | Kawasaki Racing Team Sweden     | Kawasaki ZX-10R    |
| 41  | Federico D'Annunzio   | FDA Racing Team                 | BMW S1000 RR       |
| 43  | Fabio Massei          | Team Trasimeno                  | Yamaha YZF-R1      |
| 44  | Andrea Tucci          | Berclaz Racing by MotoXracing   | Yamaha YZF-R1      |
| 45  | Jed Metcher           | Kawasaki Puccetti Racing        | Kawasaki ZX-10R    |
| 47  | Rob Hartog            | Team Hartog – Jenik             | Kawasaki ZX-10R    |
| 50  | Bobby Fong            | Agro On–Benjan–Kawasaki         | Kawasaki ZX-10R    |
| 51  | Eric Vionnet          | Motos Vionnet                   | BMW S1000 RR       |
| 52  | Gauthier Duwelz       | D.K. Racing                     | BMW S1000 RR       |
| 53  | Nicola Jr. Morrentino | Pata Yamaha Official Stock Team | Yamaha YZF-R1      |
| 54  | Toprak Razgatlıoğlu   | Kawasaki Puccetti Racing        | Kawasaki ZX-10R    |
| 55  | Fabio Marchionni      | Speed Action                    | Yamaha YZF-R1      |
| 58  | Emanuele Pusceddu     | SK-Racing Team by Barni         | Ducati Panigale R  |
| 59  | Andrea Mantovani      | Guandalini Racing Yamaha        | Yamaha YZF-R1      |
| 66  | Denni Schiavoni       | Pedercini Racing Kawasaki       | Kawasaki ZX-10R    |
| 67  | Bryan Staring         | Agro On–Benjan–Kawasaki         | Kawasaki ZX-10R    |
| 69  | David McFadden        | Agro On–Benjan–Kawasaki         | Kawasaki ZX-10R    |
| 70  | Luca Vitali           | Team 2R Racing                  | BMW S1000 RR       |
| 71  | Romain Maitre         | AM Moto Racing Compétition      | Kawasaki ZX-10R    |
| 74  | Kevin Calia           | Nuova M2 Racing                 | Aprilia RSV4 RF    |
| 77  | Wayne Tessels         | MTM / HS Kawasaki               | Kawasaki ZX-10R    |
| 78  | Konstantin Pisarev    | DRT Racing                      | Yamaha YZF-R1      |
| 81  | Alex Bernardi         | FDA Racing                      | BMW S1000 RR       |
| 82  | Luke Jones            | Agro On–Benjan–Kawasaki         | Kawasaki ZX-10R    |
| 83  | Danny Buchan          | Pedercini Racing Kawasaki       | Kawasaki ZX-10R    |
| 84  | Riccardo Russo        | Pata Yamaha Official Stock Team | Yamaha YZF-R1      |
| 87  | Luca Marconi          | Team Trasimeno                  | Yamaha YZF-R1      |
| 91  | Luca Oppedisano       | Saviofficina Racingteam         | Kawasaki ZX-10R    |
| 92  | Bryan Leu             | Leu Racing                      | Yamaha YZF-R1      |
| 93  | Roberto Mercandelli   | Pedercini Racing Kawasaki       | Kawasaki ZX-10R    |
| 94  | Niccolò Canepa        | Pata Yamaha Official Stock Team | Yamaha YZF-R1      |
| 95  | Miroslav Popov        | DRT Racing                      | Yamaha YZF-R1      |
| 96  | Louis Rossi           | Pata Yamaha Official Stock Team | Yamaha YZF-R1      |
| 99  | Francesco Cavalli     | Punto Moto Corse by Clasitaly   | Kawasaki ZX-10R    |
| 111 | Nigel Warlaven        | Stichting Warlaven Racing       | Honda CBR1000RR SP |
| 121 | Alessandro Andreozzi  | Pedercini Racing Kawasaki       | Kawasaki ZX-10R    |
| 121 | Alessandro Andreozzi  | SK-Racing Team by Barni         | Ducati Panigale R  |
| 123 | Luca Salvadori        | GP Project                      | Aprilia RSV4 RF    |
| 123 | Luca Salvadori        | Motozoo by Motoxracing          | Yamaha YZF-R1      |
| 144 | Lucas Mahias          | Pata Yamaha Official Stock Team | Yamaha YZF-R1      |
| 155 | Tiziano Amicucci      | Berclaz Racing by MotoXracing   | Yamaha YZF-R1      |

| Legenda            |
| ------------------ |
| Pilota wildcard    |
| Pilota sostitutivo |

## Calendario
| Nº | Data         | Gran Premio | Circuito    | Pole Position     | Vincitore Gara    | Leader del campionato |
| -- | ------------ | ----------- | ----------- | ----------------- | ----------------- | --------------------- |
| 1  | 3 aprile     | Spagna      | Aragón      | Florian Marino    | Leandro Mercado   | Leandro Mercado       |
| 2  | 17 aprile    | Paesi Bassi | Assen       | Riccardo Russo    | Raffaele De Rosa  | Raffaele De Rosa      |
| 3  | 1 maggio     | Italia      | Imola       | Roberto Tamburini | Leandro Mercado   | Leandro Mercado       |
| 4  | 29 Maggio    | Regno Unito | Donington   | Raffaele De Rosa  | Raffaele De Rosa  | Raffaele De Rosa      |
| 5  | 19 giugno    | Italia      | Misano      | Marco Faccani     | Lucas Mahias      | Raffaele De Rosa      |
| 6  | 18 settembre | Germania    | Lausitzring | Raffaele De Rosa  | Leandro Mercado   | Leandro Mercado       |
| 7  | 2 ottobre    | Francia     | Magny-Cours | Lucas Mahias      | Lucas Mahias      | Leandro Mercado       |
| 8  | 16 ottobre   | Spagna      | Jerez       | Maximilian Scheib | Maximilian Scheib | Raffaele De Rosa      |

## Classifiche

### Classifica Piloti[1]
| Posizione | Pilota                | Motocicletta       | Spagna (bandiera) | Paesi Bassi (bandiera) | Italia (bandiera) | Regno Unito (bandiera) | Italia (bandiera) | Germania (bandiera) | Francia (bandiera) | Spagna (bandiera) | Punti |
| --------- | --------------------- | ------------------ | ----------------- | ---------------------- | ----------------- | ---------------------- | ----------------- | ------------------- | ------------------ | ----------------- | ----- |
| 1         | Raffaele De Rosa      | BMW                | 3                 | 1                      | 3                 | 1                      | 19                | 10                  | 3                  | 5                 | 115   |
| 2         | Leandro Mercado       | Ducati             | 1                 | 9                      | 1                 | 2                      | Rit               | 1                   | 7                  | Rit               | 111   |
| 3         | Kevin Calia           | Aprilia            | 6                 | 13                     | 2                 | 4                      | 2                 | 5                   | Rit                | 9                 | 84    |
| 4         | Lucas Mahias          | Yamaha             |                   |                        |                   |                        | 1                 |                     | 1                  | 2                 | 70    |
| 5         | Toprak Razgatlıoğlu   | Kawasaki           | NP                |                        | 5                 | 6                      | 4                 | Rit                 | 2                  | 3                 | 70    |
| 6         | Michael Ruben Rinaldi | Ducati             | 2                 | 3                      | 26                | 5                      | 10                | 25                  | 8                  | 8                 | 69    |
| 7         | Roberto Tamburini     | Aprilia            | Rit               | 20                     | 4                 | 7                      | 5                 | 9                   | 4                  | 4                 | 66    |
| 8         | Jérémy Guarnoni       | Kawasaki           | Rit               | 2                      | 11                | Rit                    | 8                 | 4                   | 5                  | Rit               | 57    |
| 9         | Riccardo Russo        | Yamaha             | 4                 | Rit                    |                   |                        |                   | 3                   | 6                  | 6                 | 49    |
| 10        | Andrea Mantovani      | Yamaha             | 7                 | 5                      | 8                 | 15                     | 9                 | Rit                 | 11                 | 11                | 46    |
| 11        | Marco Faccani         | Ducati             | Rit               | 4                      | Rit               | Rit                    | 3                 | Rit                 | 13                 | 7                 | 41    |
| 12        | Luca Vitali           | BMW                | 11                | 12                     | 6                 | NP                     | 6                 | 8                   | Rit                | 19                | 37    |
| 13        | Maximilian Scheib     | BMW                | 9                 |                        |                   |                        |                   |                     |                    | 1                 | 32    |
| 14        | Gregg Black           | Kawasaki           | 22                | 8                      | 13                | 8                      | 13                |                     | 9                  |                   | 29    |
| 15        | Sébastien Suchet      | Yamaha             | 15                | 24                     | 7                 | 13                     | Rit               | 7                   | 10                 | Rit               | 28    |
| 16        | Bryan Staring         | Kawasaki           | 12                | 19                     |                   |                        |                   | 2                   | 14                 | Rit               | 26    |
| 17        | Fabio Massei          | Yamaha             | 10                | 21                     | 9                 | Rit                    | 12                | 11                  | 19                 | 12                | 26    |
| 18        | Wayne Tessels         | Kawasaki           | Rit               | 7                      | 22                | 9                      | 16                | 12                  | 24                 | 13                | 23    |
| 19        | Niccolò Canepa        | Yamaha             |                   |                        | 12                | 3                      |                   |                     |                    |                   | 20    |
| 20        | Luca Salvadori        | Aprilia e Yamaha   | 16                | 6                      | Rit               | 18                     |                   | 6                   | Rit                | NP                | 20    |
| 21        | Matteo Ferrari        | BMW                |                   |                        | 10                |                        | 7                 |                     |                    |                   | 15    |
| 22        | Florian Marino        | Yamaha             | 5                 | NP                     |                   |                        |                   |                     |                    |                   | 11    |
| 23        | Luca Marconi          | Yamaha             | 8                 | Rit                    | Rit               | Rit                    | 14                |                     |                    |                   | 10    |
| 24        | Alessandro Nocco      | Kawasaki e Aprilia |                   |                        |                   |                        | 22                |                     | 12                 | 10                | 10    |
| 25        | Alessandro Andreozzi  | Kawasaki e Ducati  | 13                | Rit                    | 14                |                        |                   | 14                  | NP                 | Rit               | 7     |
| 26        | Luke Jones            | Kawasaki           |                   |                        |                   | 10                     | 25                |                     |                    |                   | 6     |
| 27        | Rob Hartog            | Kawasaki           | 21                | 10                     | 20                | 19                     | Rit               | Rit                 | 26                 | 17                | 6     |
| 28        | Marc Moser            | Ducati             | 20                | 11                     | 15                | 21                     | 24                | 17                  | Rit                | 16                | 6     |
| 29        | Christophe Ponsson    | Kawasaki           | 14                | 14                     | 16                | 14                     | 18                |                     |                    |                   | 6     |
| 30        | Andrea Tucci          | Yamaha             | Rit               | NP                     | 21                | 23                     | 11                | 21                  | 29                 |                   | 5     |
| 31        | Danny de Boer         | Yamaha             |                   | Rit                    |                   | 11                     |                   |                     |                    |                   | 5     |
| 32        | Julian Puffe          | Kawasaki           | Rit               | Rit                    | 28                | 12                     | 17                | 19                  | 17                 | Rit               | 4     |
| 33        | Michael Mazzina       | Yamaha             |                   |                        |                   |                        |                   | 13                  |                    |                   | 3     |
| 34        | Federico D'Annunzio   | BMW                | Rit               | Rit                    |                   |                        |                   | 24                  | 21                 | 14                | 2     |
| 35        | Danny Buchan          | Kawasaki           |                   |                        |                   |                        |                   |                     |                    | 15                | 1     |
| 36        | Eric Vionnet          | BMW                | 19                | 23                     | 19                | 17                     | 23                | Rit                 | 15                 | Rit               | 1     |
| 37        | Toni Finsterbusch     | Yamaha e Kawasaki  | 18                | 22                     | 27                | Rit                    | 21                | 15                  |                    |                   | 1     |
| 38        | Federico Sandi        | Yamaha             |                   |                        |                   |                        | 15                | Rit                 | Rit                | Rit               | 1     |
| 37        | Roberto Mercandelli   | Kawasaki           | Rit               | 15                     | NP                |                        |                   | Rit                 |                    |                   | 1     |
| Posizione | Pilota                | Motocicletta       | Spagna (bandiera) | Paesi Bassi (bandiera) | Italia (bandiera) | Regno Unito (bandiera) | Italia (bandiera) | Germania (bandiera) | Francia (bandiera) | Spagna (bandiera) | Punti |

| Legenda | 1º posto        | 2º posto            | 3º posto            | A punti      | Senza punti        | Grassetto=Pole position Corsivo=Giro più veloce |
| Legenda | Gara non valida | Non qual./Non part. | Ritirato/Non class. | Squalificato | "-" Dato non disp. | Grassetto=Pole position Corsivo=Giro più veloce |

### Sistema di punteggio
| Pos.  | 1  | 2  | 3  | 4  | 5  | 6  | 7 | 8 | 9 | 10 | 11 | 12 | 13 | 14 | 15 | 16> |
| Punti | 25 | 20 | 16 | 13 | 11 | 10 | 9 | 8 | 7 | 6  | 5  | 4  | 3  | 2  | 1  | 0   |

### Costruttori[2]
| Posizione | Costruttore | Spagna (bandiera) | Paesi Bassi (bandiera) | Italia (bandiera) | Regno Unito (bandiera) | Italia (bandiera) | Germania (bandiera) | Francia (bandiera) | Spagna (bandiera) | Punti |
| --------- | ----------- | ----------------- | ---------------------- | ----------------- | ---------------------- | ----------------- | ------------------- | ------------------ | ----------------- | ----- |
| 1         | Ducati      | 1                 | 3                      | 1                 | 2                      | 3                 | 1                   | 7                  | 7                 | 145   |
| 2         | BMW         | 3                 | 1                      | 3                 | 1                      | 6                 | 8                   | 3                  | 1                 | 141   |
| 3         | Yamaha      | 4                 | 5                      | 7                 | 3                      | 1                 | 3                   | 1                  | 2                 | 135   |
| 4         | Kawasaki    | 12                | 2                      | 5                 | 6                      | 4                 | 2                   | 2                  | 3                 | 114   |
| 5         | Aprilia     | 6                 | 6                      | 2                 | 4                      | 2                 | 5                   | 4                  | 4                 | 110   |
| NC        | Honda       |                   | Rit                    |                   |                        |                   |                     |                    |                   | 0     |